# جون راينهارد
جون راينهارد (بالإنجليزية: Johan Reinhard)‏ هو عالم إنسان أمريكي، ولد في 13 ديسمبر 1943 في جوليت في الولايات المتحدة.

## وصلات خارجية
- الموقع الرسمي